# Bivio (ferrovia)

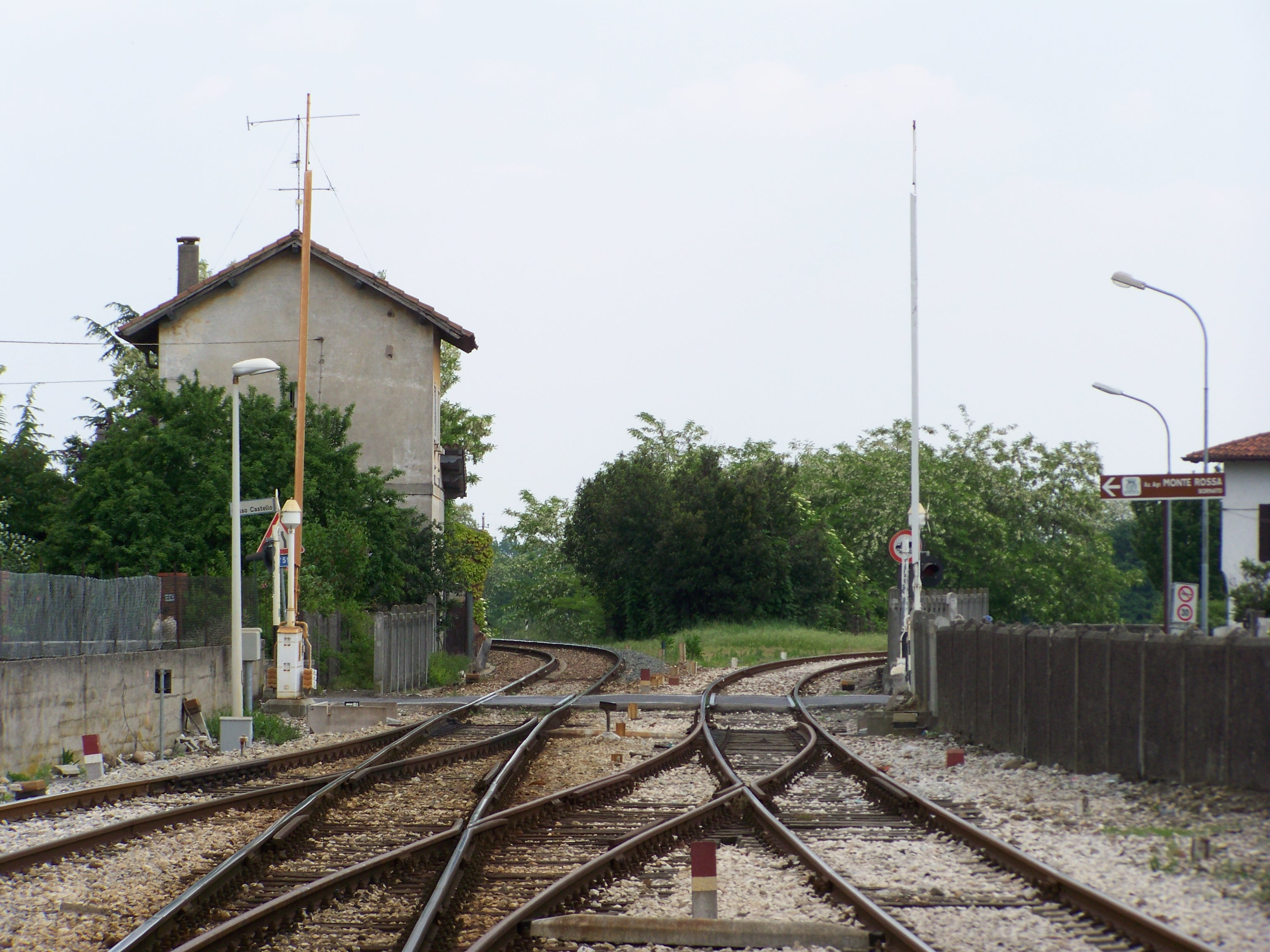
Bivio ferroviario presso la Stazione di Bornato-Calino.

Nella tecnica e nella regolamentazione delle ferrovie si definisce bivio un posto di servizio in cui due o più linee ferroviarie si diramano (o convergono, a seconda del punto di vista considerato) ed è possibile, per un treno proveniente dallo stesso binario, imboccare l'uno o l'altro dei rami che dal bivio si distaccano.

## Configurazione
Un bivio deve essere composto da almeno un binario a esso afferente, due binari che da esso si diramano verso direzioni diverse e da uno scambio. L'impianto deve essere poi protetto da segnali fissi installati in tutti i binari afferenti. Detti segnali avranno anche il compito di indicare al macchinista dei treni la direzione che verrà imboccata dal treno in transito e la velocità da mantenere.
Quando il numero di binari aumenta, per esempio quando le linee che convergono al bivio sono a doppio binario, la configurazione si complica e l'impianto può assumere il nome di doppio bivio o quadrivio. I concetti fondamentali rimangono però quelli appena esposti.

## Ubicazione
La definizione di bivio compete ai posti di servizio localizzati fuori dalle stazioni, anche se queste ultime possono essere sede di diramazione di due o più linee ferroviarie. Come qualunque altro posto di movimento, la manovra del bivio può avvenire in loco oppure a distanza.